# Ich bin ein Star – Holt mich hier raus!/Staffel 8
Die achte Staffel der deutschen Reality-Show Ich bin ein Star – Holt mich hier raus! wurde vom 17. Januar bis zum 1. Februar 2014 auf dem Privatsender RTL ausgestrahlt.
Melanie Müller wurde mit ca. 60 % Zuschaueranrufen im Finale zur Dschungelkönigin gewählt. Larissa Marolt wurde Zweite und Jochen Bendel erreichte den dritten Platz.

## Moderatoren
Sonja Zietlow und Daniel Hartwich moderierten durch die Show; Zietlow zum achten Mal, Hartwich zum zweiten Mal. Wie auch in den letzten Staffeln war für die medizinische Betreuung der Teilnehmer unter anderem der Rettungssanitäter Bob McCarron alias „Dr. Bob“ zuständig.

## Teilnehmer
Die eigentlich vorgesehene Sara Kulka erwartete im Januar 2014 ihr erstes Kind und musste absagen. Sie machte damit die Teilnahme von Larissa Marolt möglich.
Michael Wendler, der das Camp nach vier Tagen am 20. Januar freiwillig verließ, war der erste Kandidat in der Geschichte der Sendung, der danach seinen Willen bekundete, diese Entscheidung rückgängig zu machen und wieder in das Camp einzuziehen. Ein erneuter Einzug wurde jedoch von Seiten der Produktion abgelehnt.

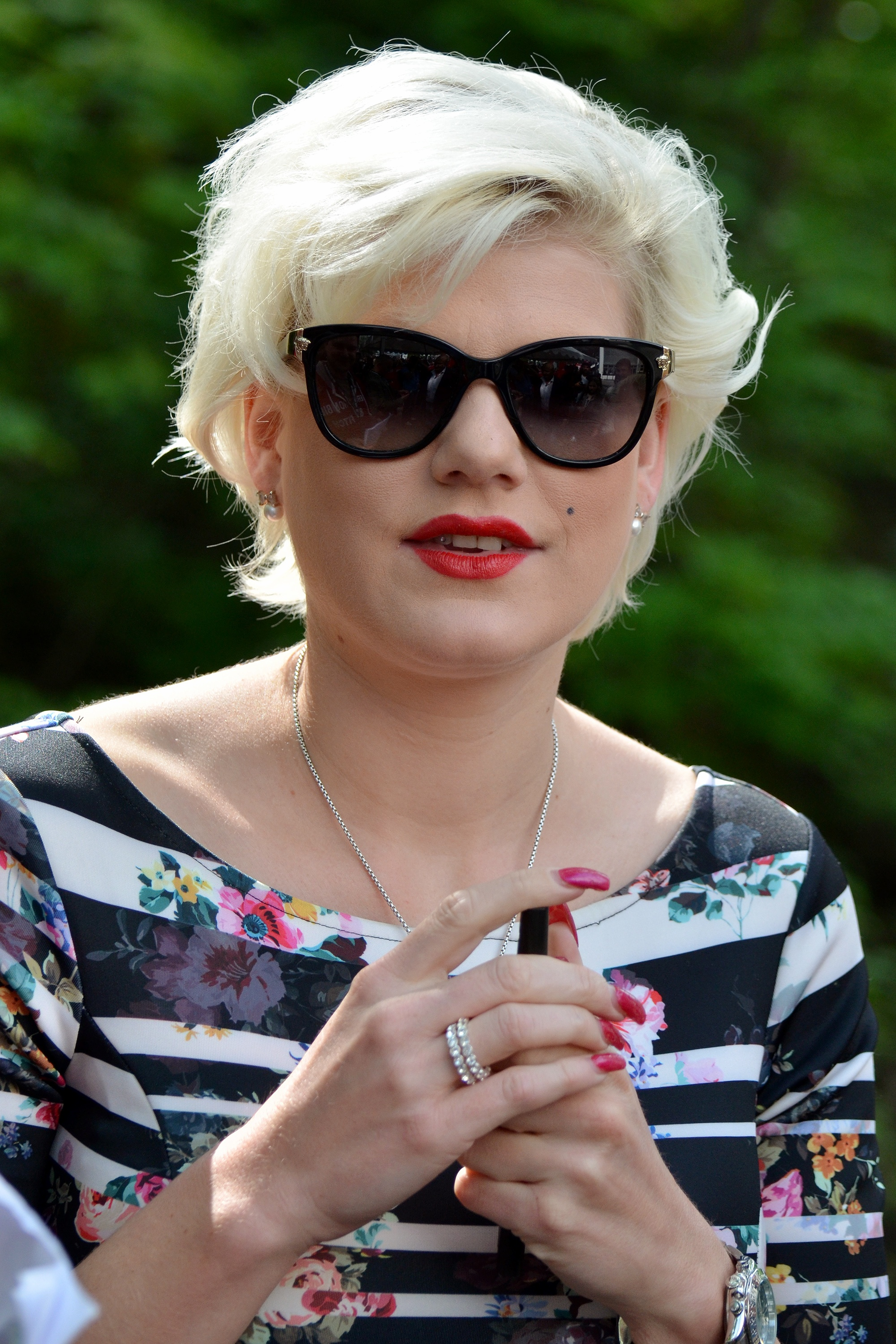
Melanie Müller: Dschungelkönigin der achten Staffel

| Platz | Teilnehmer                 | Bekannt als                                                                                           |
| ----- | -------------------------- | --- |
| 01    | Melanie Müller             | Reality-TV-Teilnehmerin, Kandidatin bei Der Bachelor                                                  |
| 02    | Larissa Marolt             | Model, Schauspielerin, Gewinnerin von Austria’s Next Topmodel, Kandidatin bei Germany’s Next Topmodel |
| 03    | Jochen Bendel              | Moderator, Synchronsprecher                                                                           |
| 04    | Tanja Schumann             | Schauspielerin, Synchronsprecherin, Komikerin                                                         |
| 05    | Winfried Glatzeder         | Schauspieler                                                                                          |
| 06    | Marco Angelini             | Sänger, Kandidat bei Deutschland sucht den Superstar                                                  |
| 07    | Gabriella De Almeida Rinne | Sängerin, ehemaliges Mitglied der Band Queensberry                                                    |
| 08    | Mola Adebisi               | ehemaliger VIVA-Moderator                                                                             |
| 09    | Julian F. M. Stoeckel      | Schauspieler, Modedesigner                                                                            |
| 10    | Corinna Drews              | Schauspielerin, Model, ehemalige Ehefrau des Schlagersängers Jürgen Drews                             |
| 111 1 | Michael Wendler            | Schlagersänger                                                                                        |

## Abstimmungsergebnisse
| Abstimmungsergebnisse der achten Staffel | Abstimmungsergebnisse der achten Staffel | Abstimmungsergebnisse der achten Staffel | Abstimmungsergebnisse der achten Staffel | Abstimmungsergebnisse der achten Staffel | Abstimmungsergebnisse der achten Staffel | Abstimmungsergebnisse der achten Staffel | Abstimmungsergebnisse der achten Staffel | Abstimmungsergebnisse der achten Staffel | Abstimmungsergebnisse der achten Staffel |
| ---------------------------------------- | ---------------------------------------- | ---------------------------------------- | ---------------------------------------- | ---------------------------------------- | ---------------------------------------- | ---------------------------------------- | ---------------------------------------- | ---------------------------------------- | ---------------------------------------- |
| Platz                                    | 24.01.2014                               | 25.01.2014                               | 26.01.2014                               | 27./28.01.2014                           | 29.01.2014                               | 30.01.2014                               | 31.01.2014                               | 01.02.2014 Vorfinale                     | 01.02.2014 Finale                        |
| 01                                       | Marolt 68,63 %                           | Marolt 52,73 %                           | Marolt 54,69 %                           | Marolt 56,28 %                           | Marolt 43,60 %                           | Marolt 44,16 %                           | Müller 48,59 %                           | Müller 52,22 %                           | Müller 60,14 %                           |
| 02                                       | Müller 13,40 %                           | Müller 18,48 %                           | Müller 16,91 %                           | Müller 26,69 %                           | Müller 38,25 %                           | Müller 34,86 %                           | Marolt 36,73 %                           | Marolt 36,37 %                           | Marolt 39,86 %                           |
| 03                                       | Glatzeder 4,03 %                         | Bendel 7,15 %                            | Glatzeder 7,92 %                         | Bendel 5,64 %                            | Bendel 6,42 %                            | Bendel 8,82 %                            | Bendel 11,37 %                           | Bendel 11,41 %                           |                                          |
| 04                                       | Rinne 3,04 %                             | Glatzeder 6,30 %                         | Angelini 7,71 %                          | Glatzeder 3,98 %                         | Schumann 5,47 %                          | Schumann 7,26 %                          | Schumann 3,31 %                          |                                          |                                          |
| 05                                       | Bendel 2,75 %                            | Rinne 4,23 %                             | Bendel 5,59 %                            | Angelini 3,14 %                          | Glatzeder 3,96 %                         | Glatzeder 4,90 %                         |                                          |                                          |                                          |
| 06                                       | Adebisi 2,60 %                           | Angelini 4,07 %                          | Rinne 2,76 %                             | Schumann 2,72 %                          | Angelini 2,30 %                          |                                          |                                          |                                          |                                          |
| 07                                       | Angelini 2,36 %                          | Adebisi 2,59 %                           | Schumann 2,41 %                          | Rinne 1,55 %                             |                                          |                                          |                                          |                                          |                                          |
| 08                                       | Stoeckel 1,51 %                          | Schumann 2,39 %                          | Adebisi 2,01 %                           |                                          |                                          |                                          |                                          |                                          |                                          |
| 09                                       | Schumann 0,86 %                          | Stoeckel 2,06 %                          |                                          |                                          |                                          |                                          |                                          |                                          |                                          |
| 10                                       | Drews 0,82 %                             |                                          |                                          |                                          |                                          |                                          |                                          |                                          |                                          |

## Dschungelprüfungen
Von den gesamten Dschungelprüfungen in dieser Staffel hat Larissa Marolt die meisten Dschungelprüfungen absolviert; sechs Dschungelprüfungen gemeinsam mit anderen Kandidaten und vier Dschungelprüfungen alleine. Am 24. Januar 2014 trat Larissa Marolt zum achten Mal hintereinander zur Dschungelprüfung an und stellte damit einen neuen internationalen Rekord in dem Sendungsformat auf. Die Mehrheit der Kandidaten haben mind. eine Dschungelprüfung absolviert; außer Corinna Drews und Julian F. M. Stoeckel.
Von den 145 möglichen Rationen bzw. Sterne erspielten die Kandidaten insgesamt 81 Rationen bzw. Sterne. Somit wurde etwas mehr als die Hälfte der möglichen Rationen bzw. Sterne erspielt (55,86 %).
| Dschungelprüfungen der achten Staffel | Dschungelprüfungen der achten Staffel                                  | Dschungelprüfungen der achten Staffel | Dschungelprüfungen der achten Staffel | Dschungelprüfungen der achten Staffel |
| Datum                                 | Kandidat(en)                                                           | (Abstimmung) 1 | Prüfung                               | Erspielte Rationen (Sterne) |
| ------------------------------------- | ---------------------------------------------------------------------- | --- | ------------------------------------- | --- |
| 17. Januar 2014                       | Larissa Marolt Michael Wendler                                         | Larissa Marolt Michael Wendler | „Schocktherapie“                      | · (Marolt , Wendler , Gemeinsam ) |
| 18. Januar 2014                       | Larissa Marolt                                                         | Marolt 53,33 %, Wendler 24,65 %, Müller 4,60 %, Rinne 4,49 %, Adebisi 2,58 %, Glatzeder 2,17 %, Stoeckel 2,13 %, Angelini 1,93 %, Bendel 1,71 %, Drews 1,47 %, Schumann 0,94 %  | „Höhlenmensch“                        | Sternsymbol · Sternsymbol · Sternsymbol · Sternsymbol · Sternsymbol · Sternsymbol · Sternsymbol · Sternsymbol · Sternsymbol · Sternsymbol · Sternsymbol |
| 19. Januar 2014                       | Larissa Marolt                                                         | Marolt 58,06 %, Wendler 14,78 %, Müller 6,94 %, Rinne 3,74 %, Adebisi 3,67 %, Bendel 2,83 %, Stoeckel 2,54 %, Glatzeder 2,49 %, Angelini 2,44 %, Drews 1,57 %, Schumann 0,94 %  | „Schritte in den Abgrund“             | Sternsymbol · Sternsymbol · Sternsymbol · Sternsymbol · Sternsymbol · Sternsymbol · Sternsymbol · Sternsymbol · Sternsymbol · Sternsymbol · Sternsymbol |
| 20. Januar 2014                       | Larissa Marolt                                                         | Marolt 38,90 %, Müller 17,48 %, Wendler 17,30 %, Rinne 4,67 %, Drews 4,10 %, Adebisi 4,07 %, Angelini 3,21 %, Glatzeder 3,09 %, Stoeckel 3,08 %, Bendel 2,67 %, Schumann 1,43 % | „Fahr zur Hölle“                      | Sternsymbol · Sternsymbol · Sternsymbol · Sternsymbol · Sternsymbol · Sternsymbol · Sternsymbol · Sternsymbol · Sternsymbol · Sternsymbol · Sternsymbol |
| 21. Januar 2014                       | Larissa Marolt Melanie Müller                                          | Marolt 53,29 %, Müller 14,41 %, Glatzeder 11,12 %, Stoeckel 4,30 %, Adebisi 3,72 %, Drews 3,65 %, Rinne 3,01 %, Angelini 2,80 %, Bendel 2,29 %, Schumann 1,41 %                 | „Weinkeller des Grauens“              | · (Marolt , Müller ) |
| 22. Januar 2014                       | Larissa Marolt Winfried Glatzeder                                      | Marolt 40,04 %, Glatzeder 27,04 %, Müller 6,58 %, Adebisi 4,67 %, Rinne 4,66 %, Stoeckel 4,60 %, Drews 3,75 %, Bendel 3,57 %, Angelini 3,10 %, Schumann 1,99 %                  | „Harte Zeiten“                        | · (Glatzeder , Marolt ) |
| 23. Januar 2014                       | Larissa Marolt Mola Adebisi                                            | Marolt 31,49 %, Adebisi 23,95 %, Rinne 9,97 %, Müller 9,29 %, Angelini 9,10 %, Stoeckel 8,50 %, Drews 7,70 %, Bendel gesperrt, Schumann gesperrt, Glatzeder gesperrt            | „Hohe Erwartungen“                    | Sternsymbol · Sternsymbol · Sternsymbol · Sternsymbol · Sternsymbol · Sternsymbol · Sternsymbol · Sternsymbol · Sternsymbol · Sternsymbol               |
| 24. Januar 2014                       | Larissa Marolt Mola Adebisi                                            | Marolt 27,28 %, Adebisi 21,25 %, Stoeckel 9,28 %, Rinne 9,20 %, Drews 7,03 %, Angelini 6,42 %, Bendel 5,65 %, Glatzeder 5,58 %, Müller 5,03 %, Schumann 3,28 %                  | „Spinnenschock“                       | · (Prüfung von Adebisi abgebrochen) |
| 25. Januar 2014                       | Marco Angelini Jochen Bendel Gabriella De Almeida Rinne Melanie Müller | Marco Angelini Jochen Bendel Gabriella De Almeida Rinne Melanie Müller | „Der Preis ist Reis“                  | Sternsymbol · Sternsymbol · Sternsymbol · Sternsymbol · Sternsymbol · Sternsymbol · Sternsymbol · Sternsymbol · Sternsymbol                             |
| 26. Januar 2014                       | Marco Angelini                                                         | Marco Angelini | „In die Enge getrieben“               | Sternsymbol · Sternsymbol · Sternsymbol · Sternsymbol · Sternsymbol · Sternsymbol · Sternsymbol · Sternsymbol                                           |
| 27. Januar 2014                       | Jochen Bendel                                                          | Jochen Bendel | „Kakerlakensarg“                      | Sternsymbol · Sternsymbol · Sternsymbol · Sternsymbol · Sternsymbol · Sternsymbol · Sternsymbol                                                         |
| 28. Januar 2014                       | Marco Angelini Melanie Müller                                          | Marco Angelini Melanie Müller | „All you can eat“                     | Sternsymbol · Sternsymbol · Sternsymbol · Sternsymbol · Sternsymbol · Sternsymbol · Sternsymbol                                                         |
| 29. Januar 2014                       | Jochen Bendel                                                          | Jochen Bendel | „Rattenhöhle“                         | Sternsymbol · Sternsymbol · Sternsymbol · Sternsymbol · Sternsymbol · Sternsymbol                                                                       |
| 30. Januar 2014                       | Melanie Müller Tanja Schumann                                          | Melanie Müller Tanja Schumann | „Wackelkandidaten“                    | Sternsymbol · Sternsymbol · Sternsymbol · Sternsymbol · Sternsymbol                                                                                     |
| 31. Januar 2014                       | Jochen Bendel Larissa Marolt Melanie Müller Tanja Schumann             | Jochen Bendel Larissa Marolt Melanie Müller Tanja Schumann | „Kein leichtes Spiel“                 | Sternsymbol · Sternsymbol · Sternsymbol · Sternsymbol                                                                                                   |
| 1. Februar 2014                       | Melanie Müller                                                         | Melanie Müller | „Nervenstärke“                        | Sternsymbol · Sternsymbol · Sternsymbol · Sternsymbol · Sternsymbol                                                                                     |
| 1. Februar 2014                       | Jochen Bendel                                                          | Jochen Bendel | „Konzentration“                       | Sternsymbol · Sternsymbol · Sternsymbol · Sternsymbol · Sternsymbol                                                                                     |
| 1. Februar 2014                       | Larissa Marolt                                                         | Larissa Marolt | „Selbstbewusstsein“                   | Sternsymbol · Sternsymbol · Sternsymbol · Sternsymbol · Sternsymbol                                                                                     |

## Einschaltquoten
Im Durchschnitt verfolgten 7,94 Millionen (31,3 Prozent) des Gesamtpublikums und 4,67 Millionen (44,4 Prozent) der werberelevanten Zielgruppe die achte Staffel der Show auf RTL.
Die höchste Zuschauerzahl in dieser Staffel wurde mit 8,60 Mio. Zuschauer am 1. Februar 2014 gemessen; es war das Staffelfinale. Die niedrigste Zuschauerzahl in dieser Staffel (abgesehen von Das große Wiedersehen und Welcome Home) hatte die Show am 28. Januar 2014 (Folge 12): Insgesamt schauten 7,20 Mio. Zuschauer zu.
| Quoten der achten Staffel                              | Quoten der achten Staffel | Quoten der achten Staffel | Quoten der achten Staffel | Quoten der achten Staffel        | Quoten der achten Staffel      |
| Folge                                                  | Erstausstrahlung          | Zuschauerzahl ab 3 Jahren | Marktanteil ab 3 Jahren   | Zuschauerzahl 14- bis 49-Jährige | Marktanteil 14- bis 49-Jährige |
| ------------------------------------------------------ | ------------------------- | ------------------------- | ------------------------- | -------------------------------- | ------------------------------ |
| Folgen mit Abstimmung „Wer muss zur Dschungelprüfung?“ |                           |                           |                           |                                  |                                |
| Folge 1                                                | Fr, 17. Januar 2014       | 7,66 Mio.                 | 27,9 %                    | 4,45 Mio.                        | 40,4 %                         |
| Folge 2                                                | Sa, 18. Januar 2014       | 7,83 Mio.                 | 27,5 %                    | 4,90 Mio.                        | 43,7 %                         |
| Folge 3                                                | So, 19. Januar 2014       | 7,27 Mio.                 | 26,7 %                    | 4,61 Mio.                        | 40,5 %                         |
| Folge 4                                                | Mo, 20. Januar 2014       | 7,95 Mio.                 | 33,9 %                    | 4,60 Mio.                        | 47,7 %                         |
| Folge 5                                                | Di, 21. Januar 2014       | 7,43 Mio.                 | 33,1 %                    | 4,45 Mio.                        | 46,4 %                         |
| Folge 6                                                | Mi, 22. Januar 2014       | 8,37 Mio.                 | 34,6 %                    | 5,15 Mio.                        | 51,5 %                         |
| Folge 7                                                | Do, 23. Januar 2014       | 7,79 Mio.                 | 32,0 %                    | 4,66 Mio.                        | 45,4 %                         |
| Folgen mit Abstimmung „Wer soll im Camp bleiben?“      |                           |                           |                           |                                  |                                |
| Folge 8                                                | Fr, 24. Januar 2014       | 8,03 Mio.                 | 32,1 %                    | 4,63 Mio.                        | 43,6 %                         |
| Folge 9                                                | Sa, 25. Januar 2014       | 8,33 Mio.                 | 31,1 %                    | 5,07 Mio.                        | 45,1 %                         |
| Folge 10                                               | So, 26. Januar 2014       | 7,62 Mio.                 | 28,4 %                    | 4,62 Mio.                        | 41,9 %                         |
| Folge 11                                               | Mo, 27. Januar 2014       | 8,02 Mio.                 | 33,2 %                    | 4,30 Mio.                        | 44,0 %                         |
| Folge 12                                               | Di, 28. Januar 2014       | 7,20 Mio.                 | 34,5 %                    | 4,18 Mio.                        | 47,3 %                         |
| Folge 13                                               | Mi, 29. Januar 2014       | 8,07 Mio.                 | 34,4 %                    | 4,59 Mio.                        | 47,4 %                         |
| Folge 14                                               | Do, 30. Januar 2014       | 7,78 Mio.                 | 32,8 %                    | 4,52 Mio.                        | 46,0 %                         |
| Folge 15                                               | Fr, 31. Januar 2014       | 8,02 Mio.                 | 26,9 %                    | 4,60 Mio.                        | 38,5 %                         |
| Finale                                                 |                           |                           |                           |                                  |                                |
| Folge 16                                               | Sa, 1. Februar 2014       | 8,60 Mio.                 | 34,9 %                    | 4,92 Mio.                        | 47,5 %                         |
| Das große Wiedersehen                                  |                           |                           |                           |                                  |                                |
| —                                                      | So, 2. Februar 2014       | 6,03 Mio.                 | 16,1 %                    | 3,53 Mio.                        | 23,3 %                         |
| Welcome Home                                           |                           |                           |                           |                                  |                                |
| —                                                      | So, 16. Februar 2014      | 3,64 Mio.                 | 10,1 %                    | 2,15 Mio.                        | 15,1 %                         |

## Zusätzliche Sendungen im TV
- 2. Februar 2014: Ich bin ein Star – Holt mich hier raus! – Das große Wiedersehen mit Sonja Zietlow und Daniel Hartwich (RTL)
- 16. Februar 2014: Ich bin ein Star – Holt mich hier raus! Welcome Home mit Frauke Ludowig (RTL)